# مندی مولدر
مندی مولدر (انگلیسی: Mandy Mulder؛ زادهٔ ۳ اوت ۱۹۸۷) ورزشکار، و قایقران اهل پادشاهی هلند است.